# های لی
های لی (به انگلیسی: High Legh) یک محله مدنی و روستا در بریتانیا است که در چشر شرقی واقع شده‌است. های لگ ۱٬۶۵۳ نفر جمعیت دارد.